# Polaquiuria
La polaquiuria es un signo urinario, componente del síndrome miccional, caracterizado por el aumento del número de micciones (frecuencia miccional) durante el día, que suelen ser de escasa cantidad y que refleja una irritación o inflamación del tracto urinario. Suele acompañarse de nicturia y de otros síntomas del síndrome miccional como tenesmo vesical y disuria.
Se habla de polaquiuria nocturna (Nicturia) cuando el aumento anormal del número de micciones se produce exclusivamente por la noche.
Este término no debe confundirse con poliuria, que es la micción muy abundante.

## Etiología
La causa más frecuente de polaquiuria suele ser una infección urinaria, sobre todo en mujeres. Algunos medicamentos como la difenhidramina pueden causar polaquiuria. También puede presentarse como síntoma de irritaciones de órganos adyacentes al tracto urinario como apendicitis, vulvovaginitis, endometritis o gastroenteritis.
Durante la gestación en la mujer se considera como signo normal, aunque se debe descartar la existencia de infección urinaria.
Lo más frecuente es que este signo clínico sea debido a enfermedades originarias de las vías urinarias. Pero en ocasiones se genera por la existencia de un tumor benigno o maligno próximo a la vejiga que la comprima, como es el caso de los tumores de ovario en las mujeres.
En los hombres, especialmente en mayores de 50 años, son menos frecuentes las infecciones urinarias, por lo que no hay que descartar una hiperplasia benigna de próstata o un cáncer de próstata.

## Tratamiento
El tratamiento de la polaquiuria dependerá de la causa que la origine. Por ejemplo: si es por una infección de la vía urinaria, se tratará con un antibiótico.